# Kömörő
Kömörő ist eine ungarische Gemeinde im Kreis Fehérgyarmat im Komitat Szabolcs-Szatmár-Bereg.

## Geografische Lage
Kömörő liegt siebeneinhalb Kilometer nordöstlich der Stadt Fehérgyarmat.  Nachbargemeinden sind Penyige und Túristvándi.

## Sehenswürdigkeiten
- Naturschutzgebiet Szatmár-Beregi
- Reformierte Kirche, erbaut 1792, der Kirchturm wurde 1842 hinzugefügt

## Verkehr
Durch Kömörő verläuft die Landstraße Nr. 4129. Der nächstgelegene Bahnhof befindet sich  südwestlich in Penyige.

## Bilder

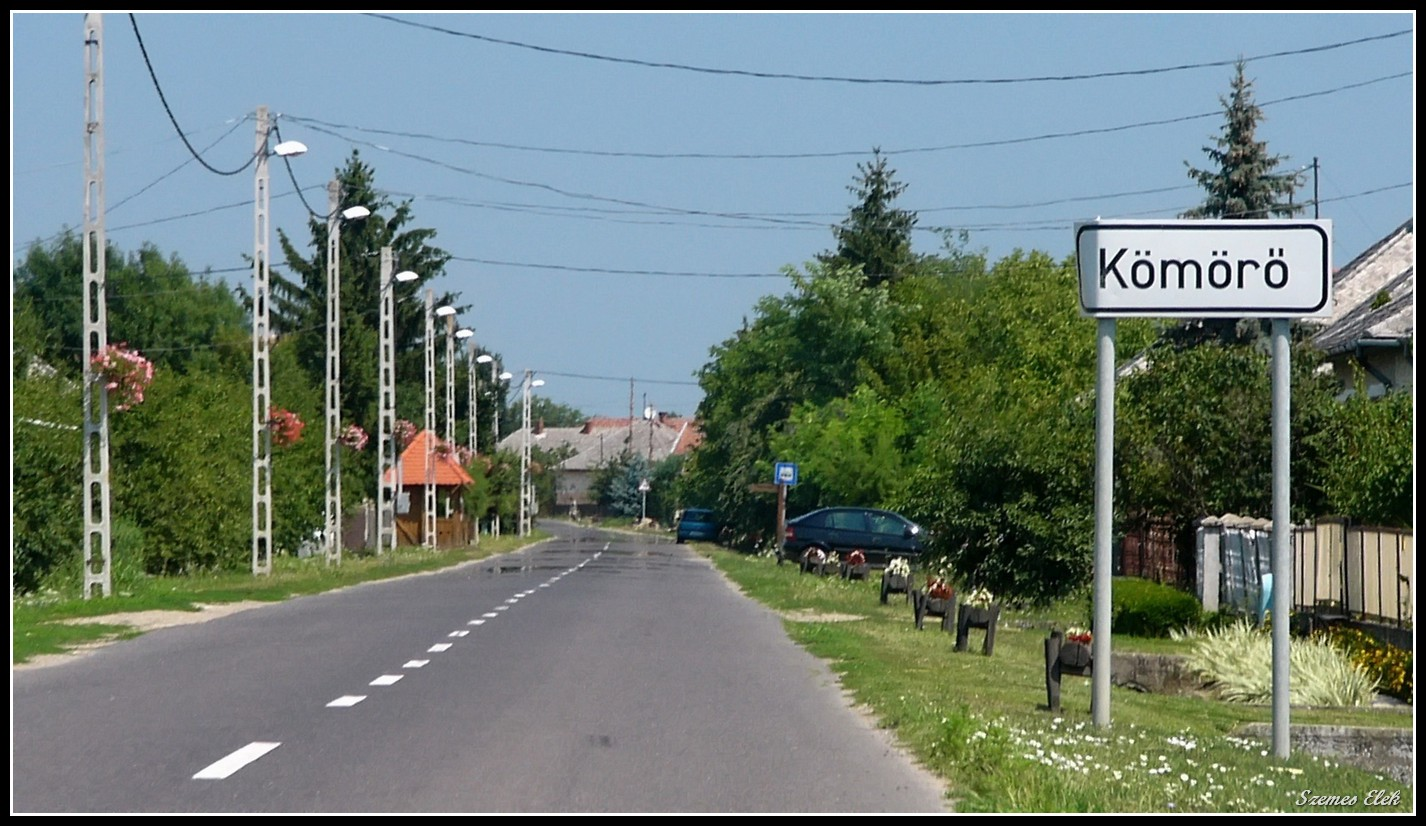
Ortseingang
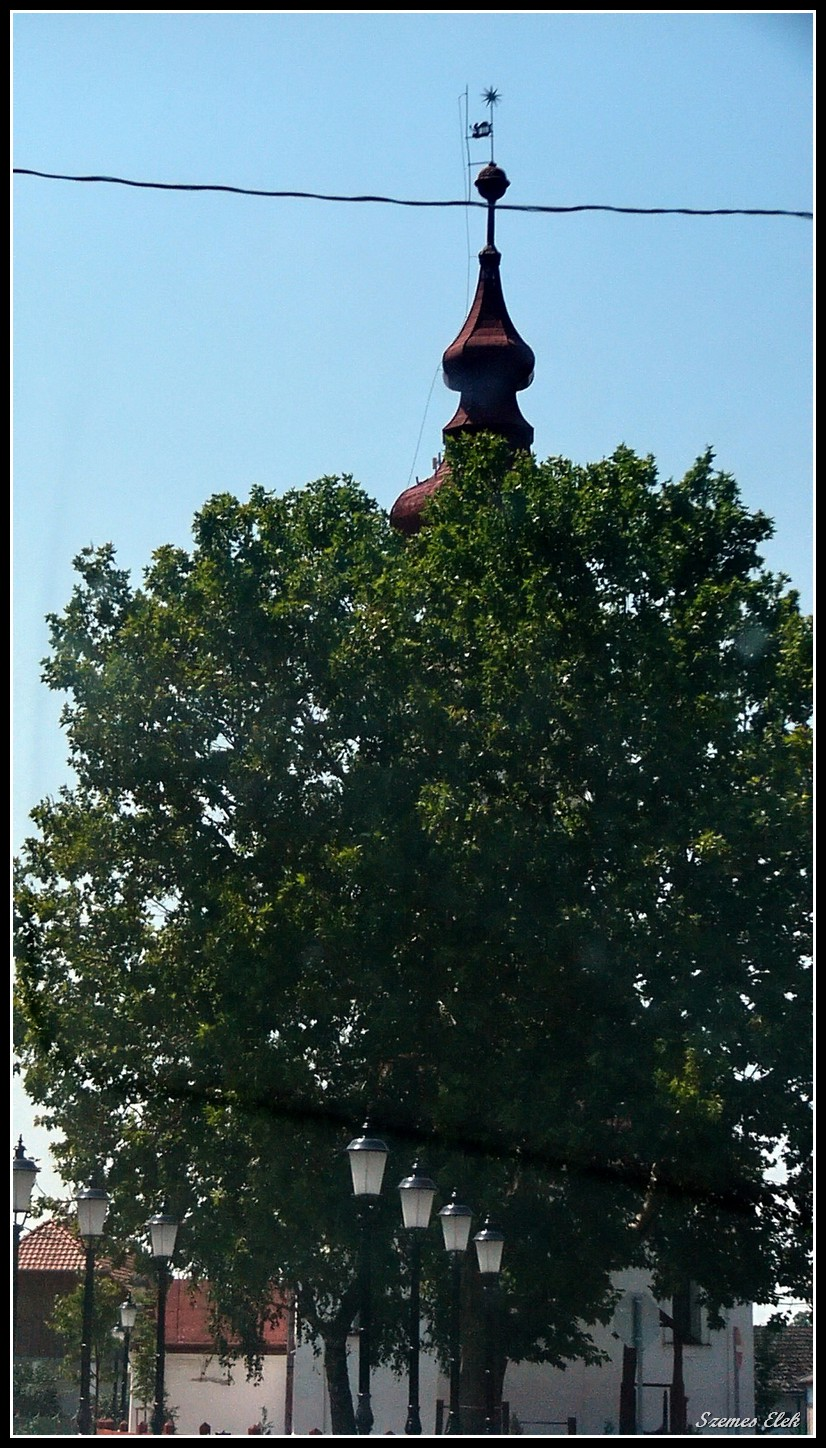
Turmspitze der reformierten Kirche
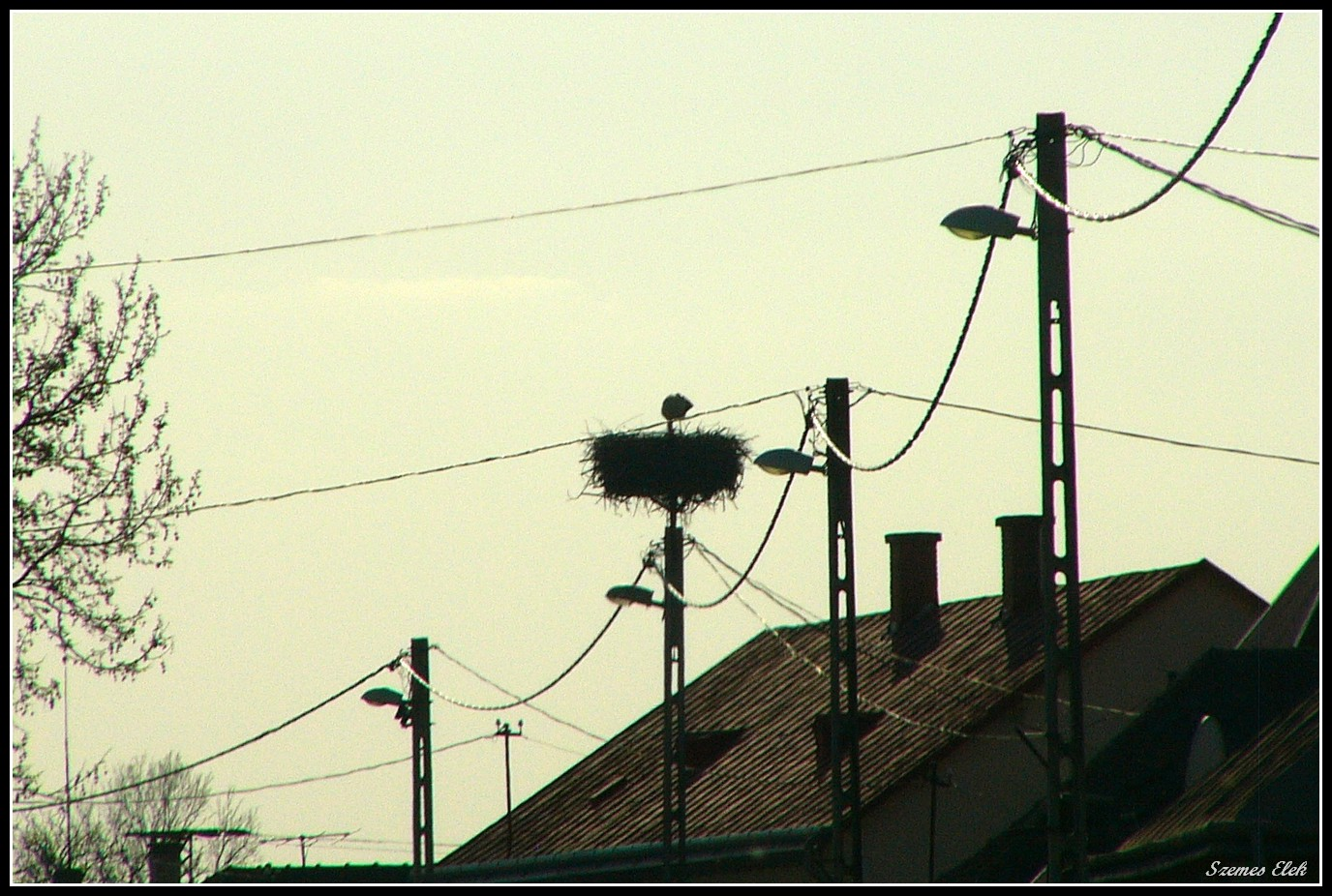
Storchennest in Kömörő